# Wilhelm Bock (starosta)
Wilhelm Bock (27. prosince 1895 Linec – 31. října 1966 Vöcklabruck), byl rakouský politik z Horních Rakous, ve 30. letech 20. století starosta Lince, pak římskokatolický duchovní, pronásledován nacistickým režimem.

## Biografie
Byl synem úředníka. V roce 1914 absolvoval gymnázium v Linci. Nastoupil pak na podzim 1914 na právnickou fakultu Vídeňské univerzity. Zde získal roku 1920 titul doktora práv. Studia ale na delší dobu přerušil kvůli své účasti ve světové válce. V únoru 1915 dobrovolně nastoupil k pěšímu regimentu. V říjnu 1915 se ocitl na ruské frontě. Počátkem roku 1916 bojoval na italské horské frontě. Byl povýšen na nadporučíka v záloze. Získal Vojenskou záslužnou medaili a Karlův vojenský kříž. Na jaře 1918 byl uvolněn na studijní dovolenou. Koncem války se opět podílel na bojích, tentokrát na Piavě. Po válce se vrátil na školu, byl členem katolického studentského spolku KaV Norica Wien. Po absolvování školy nastoupil do hornorakouské zemské požární pojišťovny, v níž později působil jako zástupce ředitele.
Post starosty Lince zastával od 7. listopadu 1934 do anšlusu, tedy do 12. března 1938. Již od 27. března 1934 zasedal v poradním sboru vládního komisaře města Lince Franze Nuska. Jako starosta se podílel na vlně výstavby sociálního bydlení, díky čemuž se výrazně podařilo snížit nezaměstnanost. V této době zastával i funkci zemského vedoucího Křesťansko-německé tělocvičné jednoty.
Po anšlusu byl nacistickým režimem odstaven ze starostenské funkce a 14. března 1938 dán do policejní vazby. 17. června 1938 byl převezen do koncentračního tábora Dachau. V únoru 1939 byl zbaven příslušnosti k zemskému úřednictvu. 4. května 1939 byl propuštěn na svobodu a v srpnu 1939 nastoupil do kláštera v Sankt Florian, kde studoval. Když byl klášter počátkem roku 1941 zabaven, přesídlil Bock i další členové kláštera do Pulgarn. 10. dubna 1943 byl vysvěcen na kněze. Působil jako kaplan v Lasbergu v Mühlviertelu. 11. října 1944 byl opět zatčen kvůli smyšlenému napojení na odbojovou skupinu ve Freistadtu. Vězen byl v Linci a od 4. ledna 1945 ve Welsu. 9. března 1945 byl převezen do koncentračního tábora Schörgenhub. 27. dubna 1945 ho propustili poté, co za něj intervenoval tehdejší linecký biskup Josef Fließer.
Po svém propuštění nastoupil opět k duchovní službě do Lasbergu. V únoru 1946 byl jmenován klášterním kooperátorem v Sankt Florianu a až do roku 1956 tam působil v různých funkcích. Od roku 1956 byl farářem v Hofkirchen im Traunkreis a od 1. ledna 1958 až do své smrti ve Vöcklabrucku. V roce 1945 byl občansky i služebně rehabilitován, ale do úřední služby se již nevrátil. V únoru 1951 byl zpětně jmenován dvorním radou. Zemřel v roce 1966 po dlouhé nemoci. Od roku 1959 trpěl rakovinou.